# Канадская лошадь
Канадская лошадь (фр. Cheval Canadien, англ. Canadian Horse) — порода домашних лошадей, разводимая в Канаде (в основном в Квебеке) с середины XVII века. Невысокая (рост в холке 142—162 см), но крепко сложенная лошадь с широкой спиной, крупом и грудью, короткой головой с широким лбом и маленькими, широко расставленными ушами, чаще всего вороная. Используется на сельскохозяйственных работах, для перевозки грузов, как выездная и спортивная лошадь.

## История
История канадской породы восходит к лошадям из конюшен Людовика XIV: в период с 1665 по 1670 год в Новую Францию были направлены три партии лошадей. Считается, что первые две партии, отправленные в 1665 году, состояли из лучших экземпляров, прямых потомков королевского жеребца-производителя. Их предки были родом из Нормандии и Бретани — ведущих конезаводческих провинций Франции. Обе породы были некрупными, крепко сложенными и энергичными, у нормандских лошадей, кроме того, наличествовала примесь восточных кровей — вероятнее всего, андалузских. «Международная энциклопедия пород лошадей» отмечает также признаки предков фризской породы: оброслые ноги, обильную гриву и хвост, а также общий внешний вид.
Доставленных из Франции лошадей отдавали в аренду местным сеньорам и фермарам за 100 ливров или одного жеребёнка в год. Лошади оставались королевской собственностью в течение трёх лет, после чего переходили в собственность фермеров. Полученных в уплату за аренду жеребят выращивали в королевских конюшнях, а по достижении трёх лет в свою очередь вновь отдавали в аренду на тех же условиях. Этот подход оказался удачным: к 1679 году во французских поселениях в Северной Америке насчитывалось 145 лошадей, в 1688 году — 218, а в 1698 году — уже 684. В целом размножение шло неконтролируемым образом (хотя, вероятно, для осеменения в основном отбирались наиболее смирные, крепкие и выносливые жеребцы), но и спустя век большинство лошадей во французских колониях по статям напоминали своих нормандских предков. В этот период лошади в Новой Франции в основном использовались для езды, в то время как тяжёлая полевая работа выполнялась волами.
В середине 1700-х годов лошадей из Новой Франции стали продавать в английские колонии к югу от неё — в частности, в Детройт и Иллинойс. В ходе войны 1754—1763 годов канадские лошади использовались офицерами французской армии, которые несли службу на фронтах вдоль реки Святого Лаврентия и Великих озёр. Предполагается, что эти кони были в числе предков одичавших лошадей Великих равнин.
После перехода Новой Франции под британский контроль канадских лошадей, до этого размножавшихся в рамках одной породы, начали скрещивать с лошадьми из Англии и США, что привело к появлению новых разновидностей. К началу XIX века преимущественно разводились три отличных друг от друга типа лошадей: канадские иноходцы, среди предков которых были иноходцы из Наррагансетта; «френчеры» (гибрид франкоканадской породы и чистокровной верховой), отличавшиеся скоростью и силой; и тяжеловозные лошади, полученные при скрещивании франкоканадской лошади с тяжеловозной породой — шайром или клайдсдейлом. Сила и неприхотливость канадских лошадей сделали их объектом экспорта в британские колонии в Вест-Индии. В первые годы существования США канадских лошадей также массово закупали американские фермеры и конезаводчики. В 1830 году большинство рысаков в северных штатах США были канадского происхождения.
В самом Квебеке тяжёлые условия привели к тому, что канадская лошадь постепенно измельчала, однако сохранила силу и выносливость. В итоге порода получила прозвище «маленькая железная лошадь». К 1850 году в мире насчитывалось около 150 тысяч лошадей канадской породы. В начале 1860-х годов, во время гражданской войны в США, их активно закупала армия Севера; они также использовались для скрещивания на конных заводах и участвовали в создании таких пород как американская верховая, американская стандартбредная, миссурийский рысак и морган.
К концу XIX века неконтролируемый экспорт в США и Вест-Индию поставил чистопородных канадских лошадей на грань исчезновения. Чтобы этого не произошло, в 1886 году была заведена племенная книга, а к 1895 году разработан стандарт породы и основана Ассоциация канадских коневодов. С 1913 по 1940 год в Квебеке действовал федеральный племенной завод, разводивший канадских лошадей. В дальнейшем, до 1981 года, их разведением занималось правительство Квебека, и в этот период был взят курс на увеличение роста и общие спортивные характеристики, с целью придать породе качества охотничьих и скаковых лошадей. Однако к 1981 году чистокровных канадских лошадей оставалось менее 400. После этого спасением породы занимались конезаводчики-энтузиасты, и к 2018 году количество представителей породы оценивалось примерно в 6 тысяч. В то же время прирост поголовья остаётся медленным, и в год регистрируется лишь около 200 новых лошадей. В 2002 году был принят закон, объявляющий канадскую лошадь официальным символом Канады, а в 2015 году, к 350-летию породы, Королевский канадский монетный двор выпустил памятную серебряную монету большого диаметра (85 мм).

## Стандарт породы

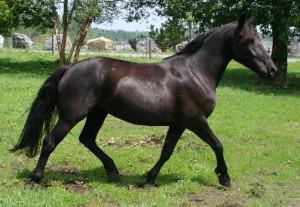
Вороная канадская лошадь

Канадская лошадь сравнительно невысокая, средней весовой категории (рост в холке 14—16 руки, или 142—162 см; вес от 1000 до 1400 фунтов, или 450—635 кг). Телосложение компактное, крепкое, спина и круп короткие и широкие. Грудь широкая, с длинными покатыми плечами. Шея изящная, с красивым изгибом, сильная, но не слишком короткая или толстая. Голова относительно короткая, гармоничных пропорций, с широким прямым лбом и маленькими, широко расставленными ушами. Глаза большие, выразительные. Грива и хвост длинные и пышные. Ноги прямые, с широкой и сильной стопой. Основная масть — вороная (около 70 % всего поголовья), однако нет ограничений на другие масти (в особенности часто встречаются разные оттенки гнедой масти) и белые отметины. Движение свободное и энергичное, лошадь высоко поднимает ноги, но без излишнего движения в коленях. Отмечается хорошая способность породы к прыжкам.

## Использование
Канадская лошадь универсальна и может использоваться для выполнения широкого спектра задач. Это достаточно крепкая и выносливая порода для выполнения сельскохозяйственных работ и перевозки грузов, и в то же время достаточно быстрая и энергичная, чтобы служить выездной лошадью. Среди канадских лошадей встречаются как рысаки, так и иноходцы. Лошадей данной породы использует конная полиция, в особенности в Квебеке. В современной Канаде местная порода постепенно приобретает популярность у энтузиастов соревнований конных упряжек. Канадские лошади также используются в других видах конного спорта — конкуре, выездке, вестерне, конных пробегах.